# Chatzor Asjdod
Chatzor Asjdod (Hebreeuws: חצור אשדוד) is een kibboets van de regionale raad van Beër Tuvia. De kibboets ligt in het noordwestelijke deel van de Negev.